# Reader’s Digest
A Reader’s Digest (Magyarországon ismeretes volt Reader’s Digest Válogatás címen is) amerikai alapítású családi magazin, mely havonta jelenik meg. 1922-ben jelent meg az első száma, DeWitt Wallace és felesége, Lila Bell Wallace gondozásában, jellegzetes kompakt méretben. Egészen 2008-ig a legnagyobb példányszámban fogyó ilyen magazin volt az Egyesült Államokban, de több mint hetven országban összesen negyvenmillió olvasóhoz jutott el.
A lap Magyarországon is megjelent, különösen az 1990-es években és a 2000-es évek elején volt híres különféle nyereményjátékairól, továbbá a magazin mellett kiadott könyvsorozatairól, zenei albumairól, illetve egyéb merchandise-termékeiről.

## Története
DeWitt Wallace és neje, Lila Bell 1920-ban házasodtak össze. Nem sokkal később kezdtek el dolgozni a Reader’s Digest kiadásán, melyet akkoriban egy, a New York állambeli Greenwich Village-ben üzemelő illegális szeszfőzde alatti pincében nyomtattak. Az alapkoncepció az volt, hogy összegyűjtsék az olvasó számára az abban a hónapban legérdekesebb olvasmányokat, ha szükséges tömörítve vagy éppen átírva azokat, és egyetlen kiadványban nyújtsák azt. Az alapvetően konzervatív és antikommunista beállítottságú lap az olvasmányai hangvételében is igyekezett ezt tükrözni. Wallace-ék eleinte kb. 5 ezer dolláros havi bevételt reméltek az eladásokból, azonban ezt messze túlteljesítették. Az olvasóknak tetszett a lap, amelynek 1929-re már közel háromszázezer előfizetője volt, és 900 ezer dollárt jövedelmezett évente. Az első nemzetközi változat az Egyesült Királyságban jelent meg 1938-ban, a hatvanas évek elejére pedig 13 különböző nyelven, 40 változatban jelent meg, köztük Braille-írással is.
Eleinte 30 cikk volt benne számonként (minden napra egy olvasmány), köztük "A gyarapodó szókincs gazdagít" címmel egy kvíz, "Ilyen az élet" és "Katonadolog" néven humoros rövid anekdoták, "A nevetés a legjobb orvosság" néven viccek, "Idézhető idézetek", és minden szám végén egy könyvmelléklet egy hosszabb (de általában az eredetihez képest tömörített) olvasmánnyal. Visszatérő témák voltak "A felejthetetlen..." (amelyben szívmelengető történetet mesélt el az elbeszélő valakiről), a "Valódi dráma" (mely valamilyen katasztrófa vagy baleset túlélőinek történetéről szólt), vagy az "Amiről a(z) ... nem beszél" (egyes foglalkozások szakértői adtak bővebb betekintést egy konkrét témába). Sokáig a címoldalon szerepelt az aktuális szám tartalomjegyzéke, a 2000-es évektől kezdődően az alapvetően egyszerű dizájnt egy színpompásabbra cserélték.
Magyarországon először 1991-ben jelent meg a magazin, 2001-ig Reader’s Digest Válogatás néven. Főként az 1990-es évek elején-közepén voltak híresek a direkt marketingre épülő stratégiájukkal, amelynek során a címzettek exkluzívnak ható levélküldeményt kaptak, és ehhez volt mellékelve jellemzően egy megrendelőlappal kombinált levél vagy magnókazetta. A megrendelés mellett részt lehetett venni különféle nyereményjátékokon is, illetve a leggyorsabb visszaküldők az év végi sorsolások mellett gyorsasági különdíjra is esélyesek lehettek. A cég marketing-taktikája sok esetben visszatetszést keltett (nemcsak Magyarországon), mert azt a hamis látszatot keltette, főként az idősebb emberek számára, hogy a nyereményük garantált, de ehhez vásárolniuk is kell. Ezt a hatást erősítette a díszes boríték, az ahhoz kapcsolódó mellékletek, valamint a megrendelésért járó ajándéktárgyak.
A lapot a Reader’s Digest Magyarország Kft. adta ki, emellett ők feleltek a Válogatott Könyvek című sorozatért, a különféle tudományos-ismeretterjesztő könyvekért, valamint a CD-kiadványokért. 2013-ban a cég Tarsago Magyarország Kft.-re változtatta a nevét és továbbra is adott ki könyveket, de a csökkenő példányszám miatt a magazin a 2010-es évek végére megszűnt. Végül maga a Tarsago Magyarország Kft. is megszűnt 2020-ban.

## Forráshivatkozások
1. ↑  Reader's Digest sold to private equity firm for $2.4bn - Times Online (angol nyelven). business.timesonline.co.uk. [2011. június 11-i dátummal az eredetiből archiválva]. (Hozzáférés: 2025. augusztus 11.)
2. ↑  George Waterbury – Claudine Waterbury – Bert Ruiz: Mount Pleasant.  2009.  ISBN 978-0-7385-6216-2 Hozzáférés: 2025. augusztus 11.
3. ↑  archives | baltimoresun.com. pqasb.pqarchiver.com. [2012. január 11-i dátummal az eredetiből archiválva]. (Hozzáférés: 2025. augusztus 11.)
4. ↑  Reader’s Digest | Humor, Lifestyle & Health | Britannica (angol nyelven). www.britannica.com. (Hozzáférés: 2025. augusztus 11.)
5. ↑  Visnja, Milidragovic, (2012. április 13.). „From direct marketing tool to digital niche product: a Reader’s Digest Sweepstakes case study” (angol nyelven). [2025. január 23-i dátummal az eredetiből archiválva]. (Hozzáférés: 2025. augusztus 11.)
6. ↑  „Reader's Digest mailshot probed”, 2008. június 7. (Hozzáférés: 2025. augusztus 11.) (brit angol nyelvű)
7. ↑  Nemzeti Cégtár » Tarsago Kft. "f. a.". www.nemzeticegtar.hu. (Hozzáférés: 2025. augusztus 11.)